# Grzybożerki

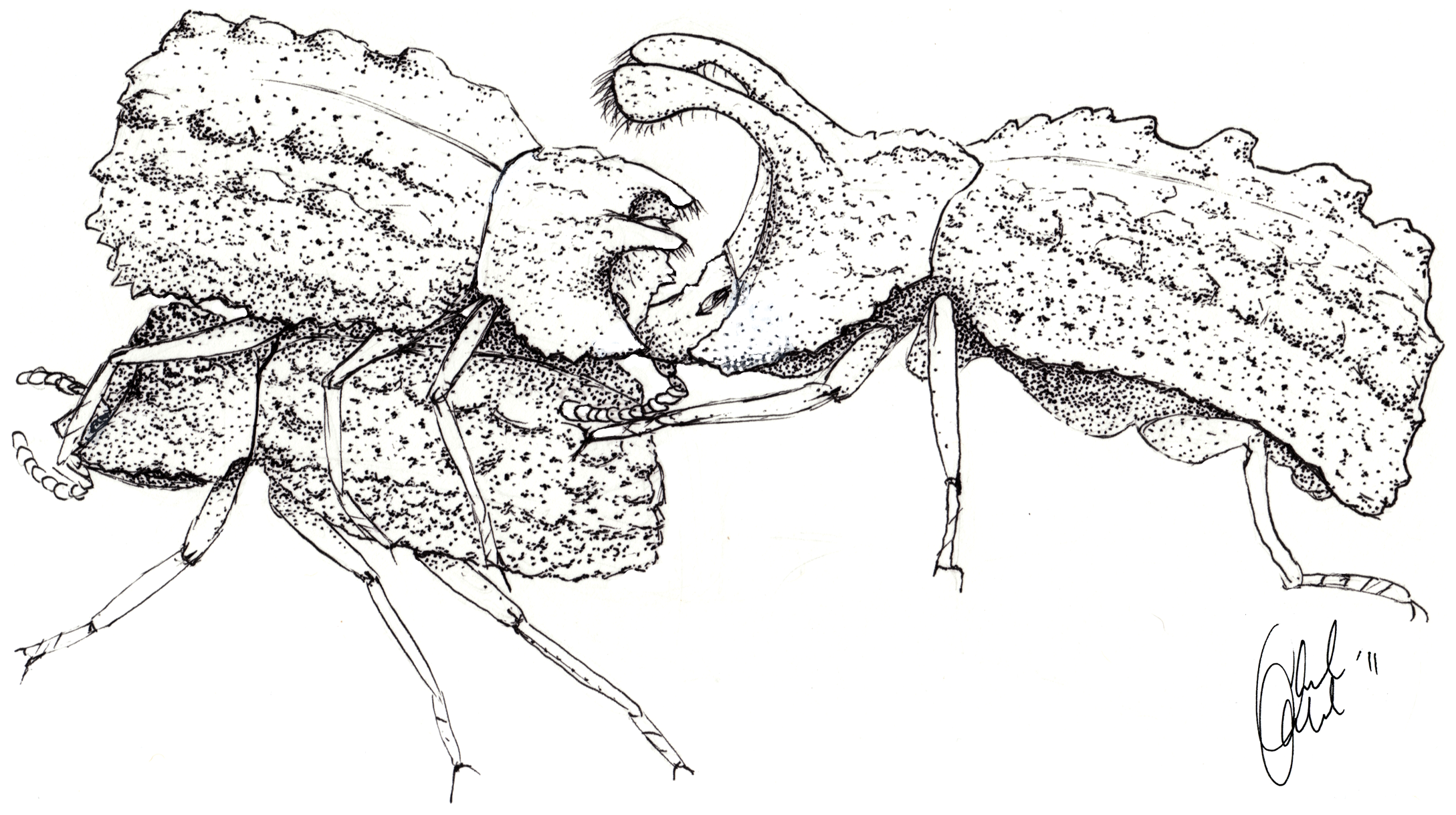
Bolitotherus cornutus, samce walczące o samicę

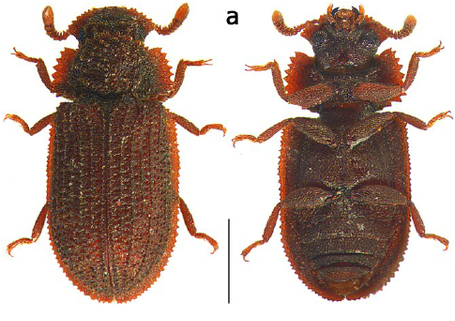
Eledonoprius serrifrons

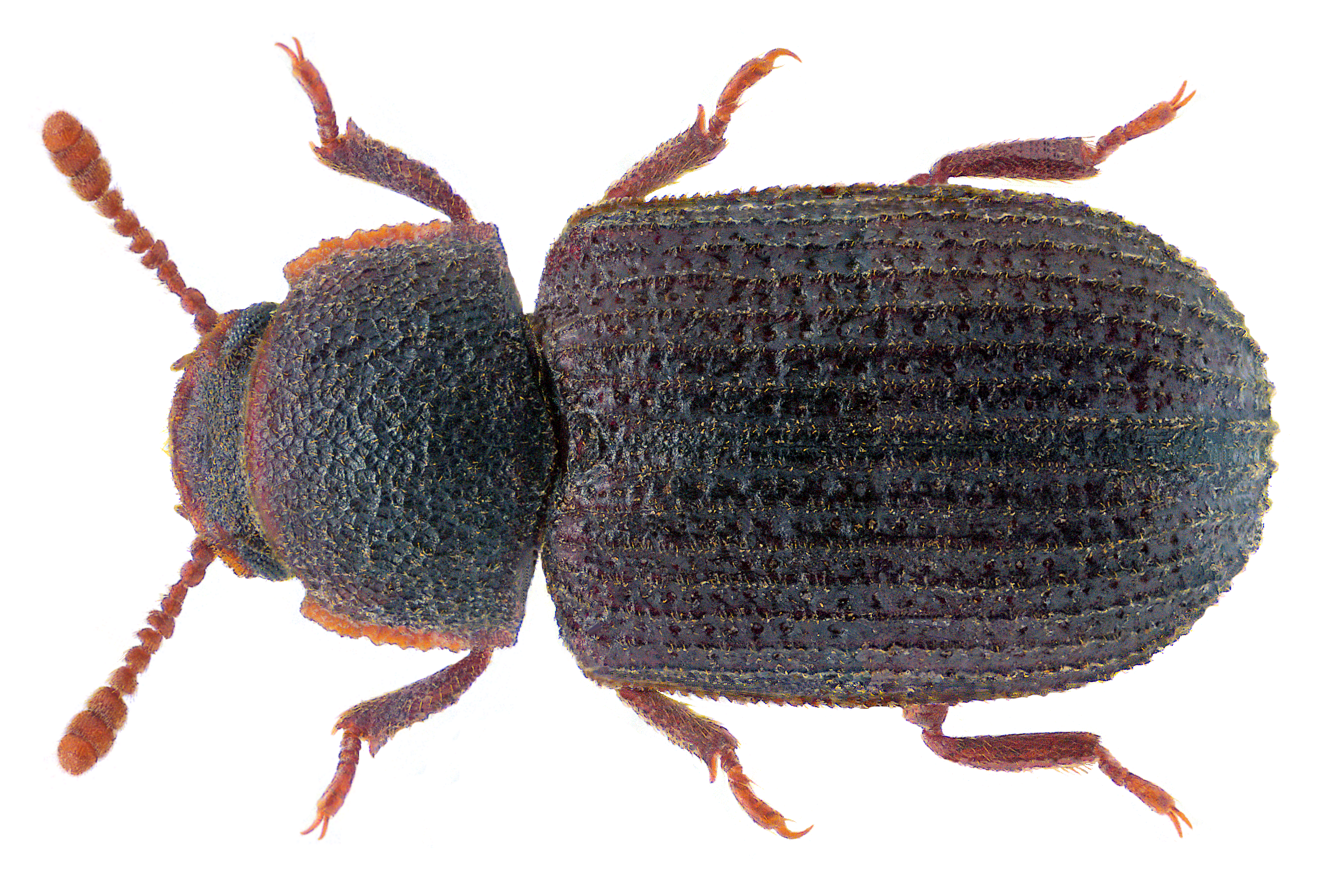
Nigrzybka urzeźbiona

Grzybożerki (Bolitophagini) – plemię chrząszczy z rodziny czarnuchowatych i podrodziny Tenebrioninae. Obejmuje około 170 opisanych gatunków.

## Morfologia
Chrząszcze o ciele mocno wysklepionym, w zarysie podługowato-owalnym z równoległymi bokami, rzadziej okrągławym. Na wierzchu ciała występują guzki, wzgórki lub ostre żeberka.
Głowa jest hipognatyczna, o nadustku na przednim brzegu prosto ściętym do lekko wykrojonego, szwie czołowo-nadustkowym zwykle wgłębionym, a oczach dużych, owalnych i mniej lub bardziej wykrojonych na przedzie występami policzków. Często na głowie obecna jest para rogów lub guzków. Osadzone w bruździe pod oczami czułki zbudowane są z jedenastu, a rzadko z dziesięciu członów. Trzy lub cztery początkowe człony są prawie walcowate do paciorkowatych, natomiast człony począwszy od szóstego lub siódmego stają się ku szczytowi coraz większe; ostatni człon jest zaokrąglony lub ścięty. Głaszczki szczękowe mają człon czwarty prawie walcowatego kształtu.
Przedplecze ma rozpłaszczone i piłkowane krawędzie boczne oraz nierzadko dysponuje parą rogów lub guzków. Tarczka ma tarczowaty kształt. Silnie wysklepione pokrywy mają grubo punktowane rzędy oraz ziarenkowane, guzkowane lub żeberkowate międzyrzędy. Epipleury są dobrze wykształcone i w przedniej części rozszerzone. Wyrostek międzybiodrowy przedpiersia jest szeroki i sterczący ku tyłowi. Odnóża mają uda na spodzie z szerokimi żłobkami, służącymi do chowania goleni. Te z kolei są zwykle zaopatrzone w trzy żeberka na zewnętrznej powierzchni, a niekiedy mają wystający kąt zewnętrzno-wierzchołkowy. Na szczytach goleni obecne mogą być ostrogi. Gęsto od spodu porośnięte szczecinkami i zwieńczone niezmodyfikowanymi, silnymi pazurkami stopy zbudowane są z pięciu członów w przypadku przedniej i środkowej pary, a z czterech członów w przypadku tylnej pary.
Na spodzie odwłoka widocznych jest pięć sternitów porozdzielanych błonami międzysegmentalnymi. Pierwszy z nich wypuszcza ku przodowi trójkątny wyrostek międzybiodrowy.

## Ekologia i występowanie
Owady saproksyliczne i mykofagiczne. Wszystkie stadia rozwojowe występują w nadrzewnych owocnikach grzybów bezblaszkowych, zwłaszcza w zdrewniałych owocnikach hub. Dany owocnik służy tym owadom zwykle aż do całkowitego pożarcia go od środka.
Przedstawiciele plemienia rozmieszczeni są na całym świecie, ale około 80% gatunków występuje w krainie orientalnej. W Palearktyce plemię reprezentuje około 20 gatunków.

## Taksonomia i ewolucja
Takson ten wprowadził w 1837 roku William Kirby w randze osobnej rodziny Bolitophagidae. Współcześnie klasyfikowany jest jako plemię obejmujące około 170 opisanych gatunków zgrupowanych w 22 rodzajach:
- Afrobyrsax Ardoin, 1973
- Atasthalomorpha Miyatake, 1964
- Atasthalus Pascoe, 1871
- Boletoxenus Motschulsky, 1858
- Bolitolaemus Gebien, 1921
- Bolitonaeus Lewis, 1894
- Bolitophagiella Miyatake, 1964
- Bolitophagus Illiger, 1798 – grzybiec
- Bolitotherus Candèze, 1861
- Bolitotrogus Miyatake, 1964
- Byrsax Pascoe, 1860
- Eleates Casey, 1886
- Eledona Latreille, 1796 – nigrzybka
- Eledonoprius Reitter, 1911
- Lanhsia Shibata, 1980
- Megeleates Casey, 1895
- Microatasthalus Ando, 2010
- Microbolitonaeus Grimm, 2014
- Parabolitophagus Miyatake, 1964
- †Proteleates Wickham, 1914
- Rhipidandrus LeConte, 1862
- Sumbawia Gebien, 1925

Zapis kopalny grupy sięga wstecz do eocenu.